# William Petty, 1.º Marquês de Lansdowne
William Petty Fitzmaurice, 1.º Marquês de Lansdowne, KG, PC (2 de maio de 1737 – 7 de maio de 1805), conhecido como Conde de Shelburne entre 1761 e 1784, título pelo qual é geralmente conhecido na história, foi um político whig britânico, primeiro-ministro da Grã-Bretanha entre 1782 – 1783. Ele conseguiu garantir a paz com a América e esse feito continua sendo seu legado mais notável.

## Vida
Lord Shelburne nasceu em Dublin e passou seus anos de formação na Irlanda. Depois de frequentar a Universidade de Oxford, serviu no exército britânico durante a Guerra dos Sete Anos. Como recompensa por sua conduta na Batalha de Kloster Kampen, Shelburne foi nomeado ajudante de campo de Jorge III. Envolveu-se na política, tornando-se membro do parlamento em 1760. Após a morte de seu pai em 1761, herdou seu título e entrou na Câmara dos Lordes.
Em 1766, Shelburne foi nomeado Secretário do Sul, cargo que ocupou por dois anos. Ele deixou o cargo durante a crise da Córsega e se juntou à oposição. Após a queda do governo do Norte, Shelburne juntou-se ao seu substituto sob Lord Rockingham. Shelburne foi feito primeiro-ministro em 1782 após a morte de Rockingham, com a Guerra Americana ainda sendo travada.
Ele perdeu sua autoridade e influência depois de ser expulso do cargo aos 45 anos em 1783. Shelburne lamentou que sua carreira tenha sido um fracasso, apesar dos muitos altos cargos que ocupou ao longo de 17 anos e suas indubitáveis habilidades como debatedor. Ele culpou sua educação ruim - embora fosse tão boa quanto a da maioria dos colegas - e disse que o verdadeiro problema era que "foi meu destino ao longo da vida me relacionar com conexões inteligentes, mas impopulares".